# 中國網絡計畫
柏克萊中國網絡計劃（英語：Berkeley China Internet Project，簡稱「BCIP」）是由加利福尼亞大學柏克萊分校新聞學研究生學院推出的一個專門研究互聯網如何影響中國媒體與政治的媒體與研究網絡。內容包括探索Web 2.0科技於中國的應用，旗下有介紹中國防火長城的博客GFW BLOG（功夫网与翻墙）以及現時由蕭強擔任總編輯一職的中国数字时代。
該計劃透過结合跨学科课程和基于參與型媒體的在线知识，以及有关信息及通信技术和人权的研究项目，不僅為複雜多變的社會提供一個新的視角，亦為事件的影響帶來了一個中心—加強参与性媒体的有效性和其公民影响力可以加速公民参与的公民社会和一个知识渊博的公共领域的发展。而此計劃亦帮助发展关键知识和洞察力，以了解数字通信革命如何与中国的社会、媒体和政治互动，并改变中国的未来。

## 外部連結
- UC Berkeley Journalism，存档于（存檔日期 2007-12-11）